# بسكران أدهيبان
بسكران أدهيبان Baskaran Adhiban لاعب شطرنج هندي يحمل لقب أستاذ كبير.
- ولد في 15 أغسطس 1992.
- فاز ببطولة العالم تحت 16 سنة في عام 2008.
- فاز ببطولة الهند عام 2009.
- فاز ببطولة آسيا تحت 16 سنة في عام 2007 في دورة طشقند.

## روابط خارجية
- بسكران أدهيبان على موقع الاتحاد الدولي للشطرنج (الإنجليزية)
- بسكران أدهيبان على موقع مباريات الشطرنج (الإنجليزية)
- بسكران أدهيبان على موقع 365Chess.com (الإنجليزية)
- بسكران أدهيبان على موقع Chesstempo.com (الإنجليزية)
- بسكران أدهيبان على موقع الاتحاد الأمريكي للشطرنج (الإنجليزية)
- بسكران أدهيبان سجل أولمبياد الشطرنج على موقع OlimpBase.org (الإنجليزية)